# ウヴァル

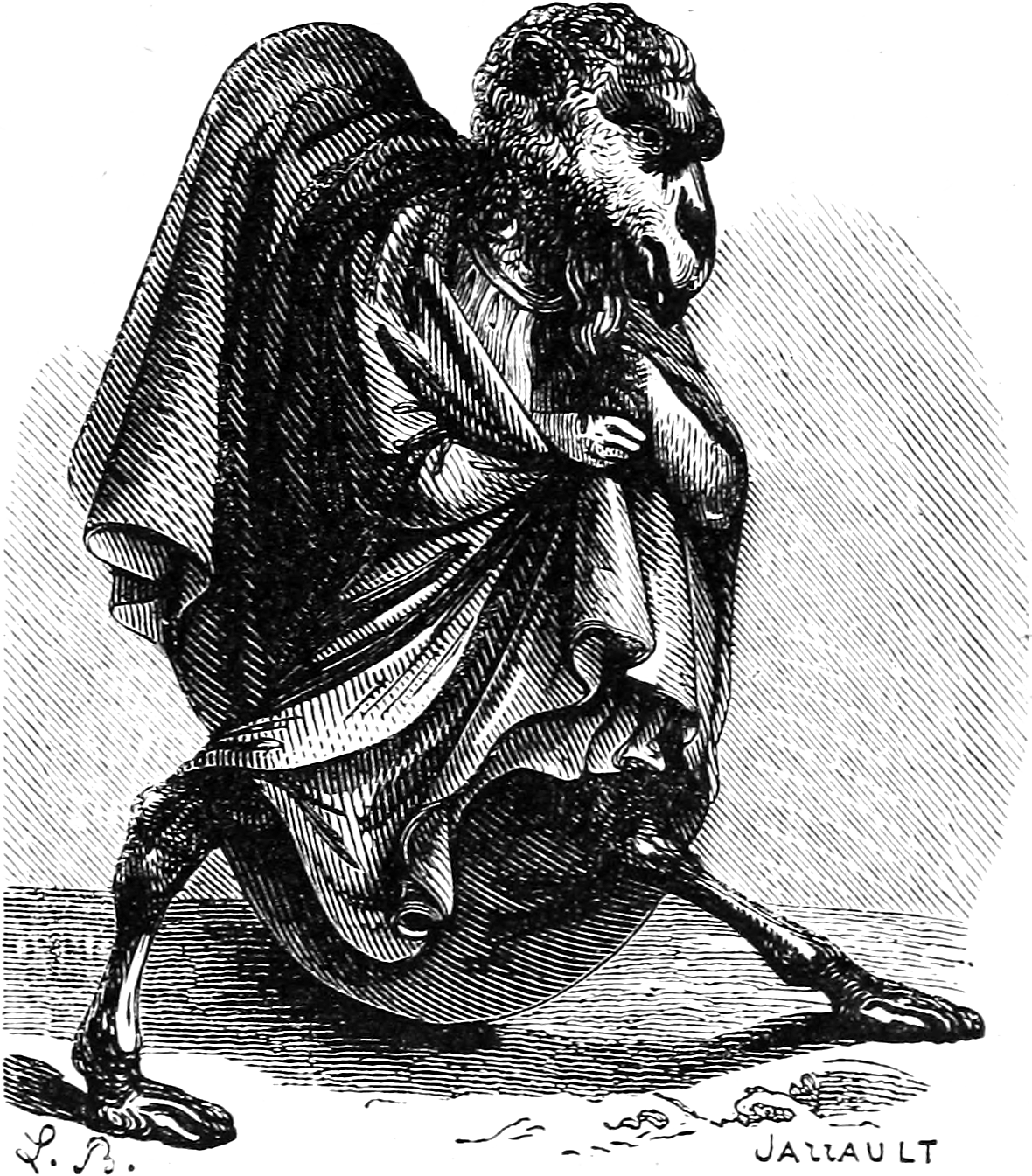
『地獄の辞典』ワル(Wall)の項の挿絵

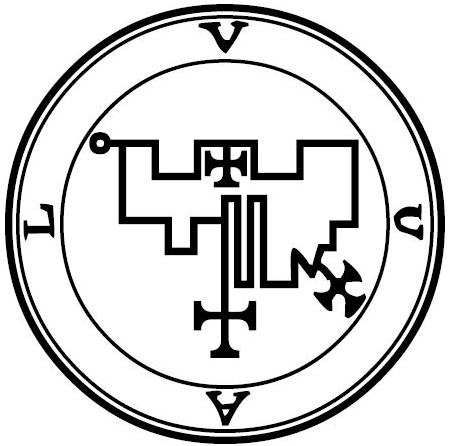
『ゴエティア』に記されたウアル(Vual)のシジルその1

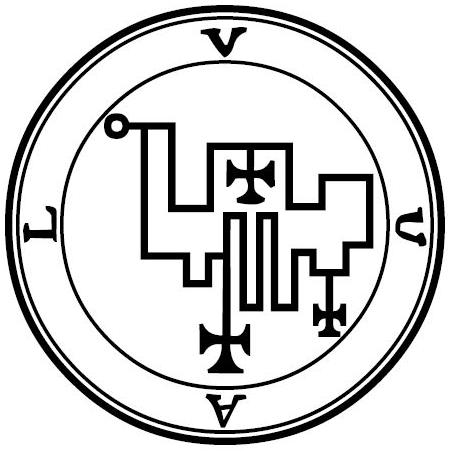
『ゴエティア』に記されたウアル(Vual)のシジルその2

ウヴァル（Uvall）、またはウアル（Vual）、ヴォヴァル（Voval）、ワル（Wal, Wall）は悪魔学における悪魔の一人。

## 概要
『ゴエティア』によると、地獄の37（『地獄の辞典』では36とされている）の軍団を率いる序列47番の強大にして大いなる公爵。かつては能天使であった。最初は力強いヒトコブラクダあるいはフタコブラクダの姿で現れるが、望めば人間の姿にもなれる。エジプトの言語で話すがその口調は完璧ではないとされる。女性の愛をもたらし、過去・現在・未来について語る。敵味方の間に友愛の情を生じさせることもできるという。